# Андухар
Андухар (ісп. Andújar) — муніципалітет в Іспанії, у складі автономної спільноти Андалусія, у провінції Хаен. Населення — 39 171 особа (2010).
Муніципалітет розташований на відстані близько 270 км на південь від Мадрида, 37 км на північний захід від Хаена.
На території муніципалітету розташовані такі населені пункти: (дані про населення за 2010 рік)
- Андухар: 36734 особи
- Ла-Голета: 19 осіб
- Льянос-дель-Сотільйо: 331 особа
- Маротерас: 490 осіб
- Пеньяльяна: 34 особи
- Ла-Ропера: 320 осіб
- Вегас-де-Тріана: 163 особи
- Лос-Вільярес: 656 осіб
- Вірхен-де-ла-Кабеса: 98 осіб
- Ла-Аталая: 22 особи
- Уертас-і-Екстрамурос: 304 особи

## Демографія
Динаміка населення (INE ):

## Галерея зображень

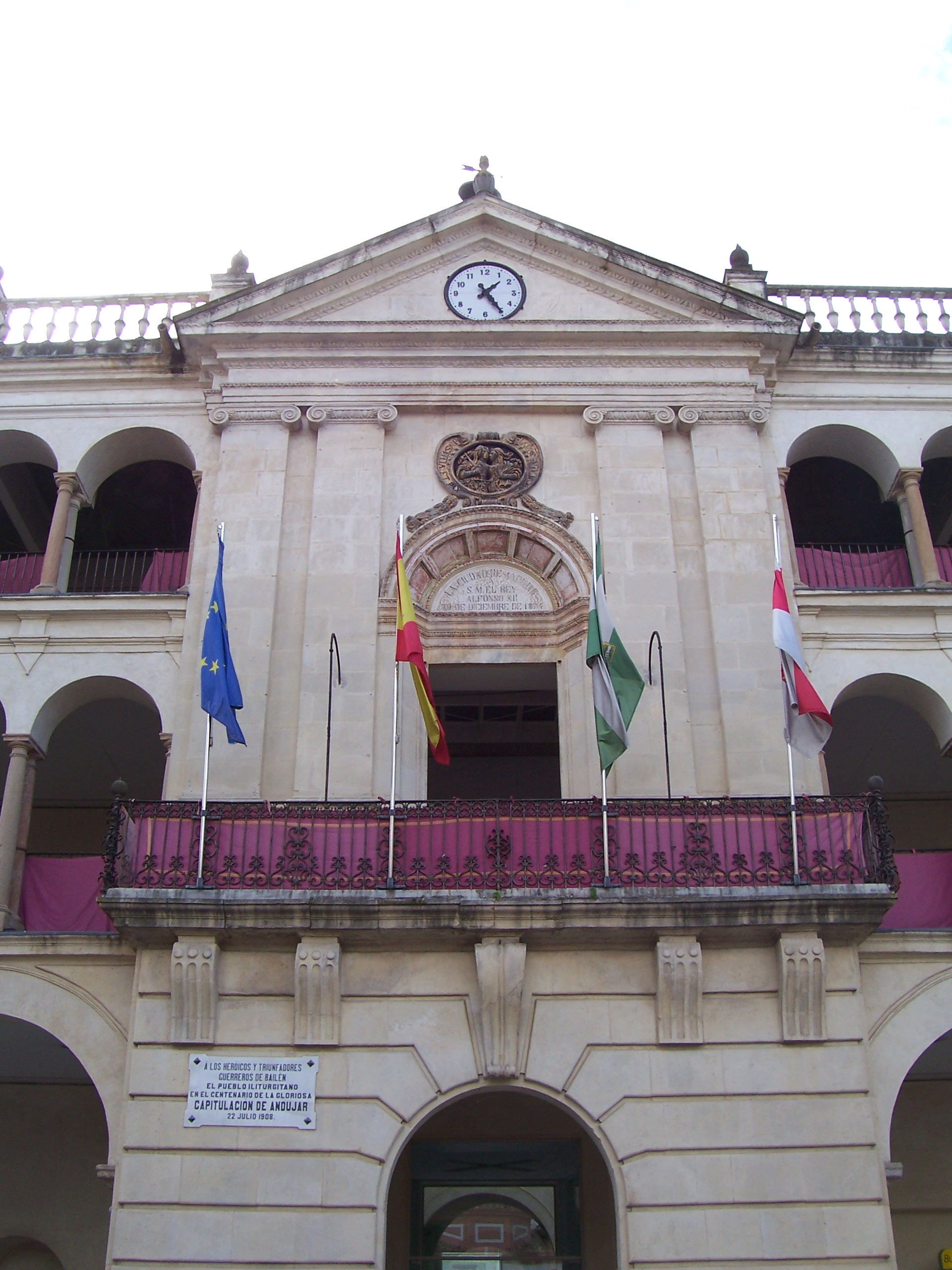
Муніципальна рада
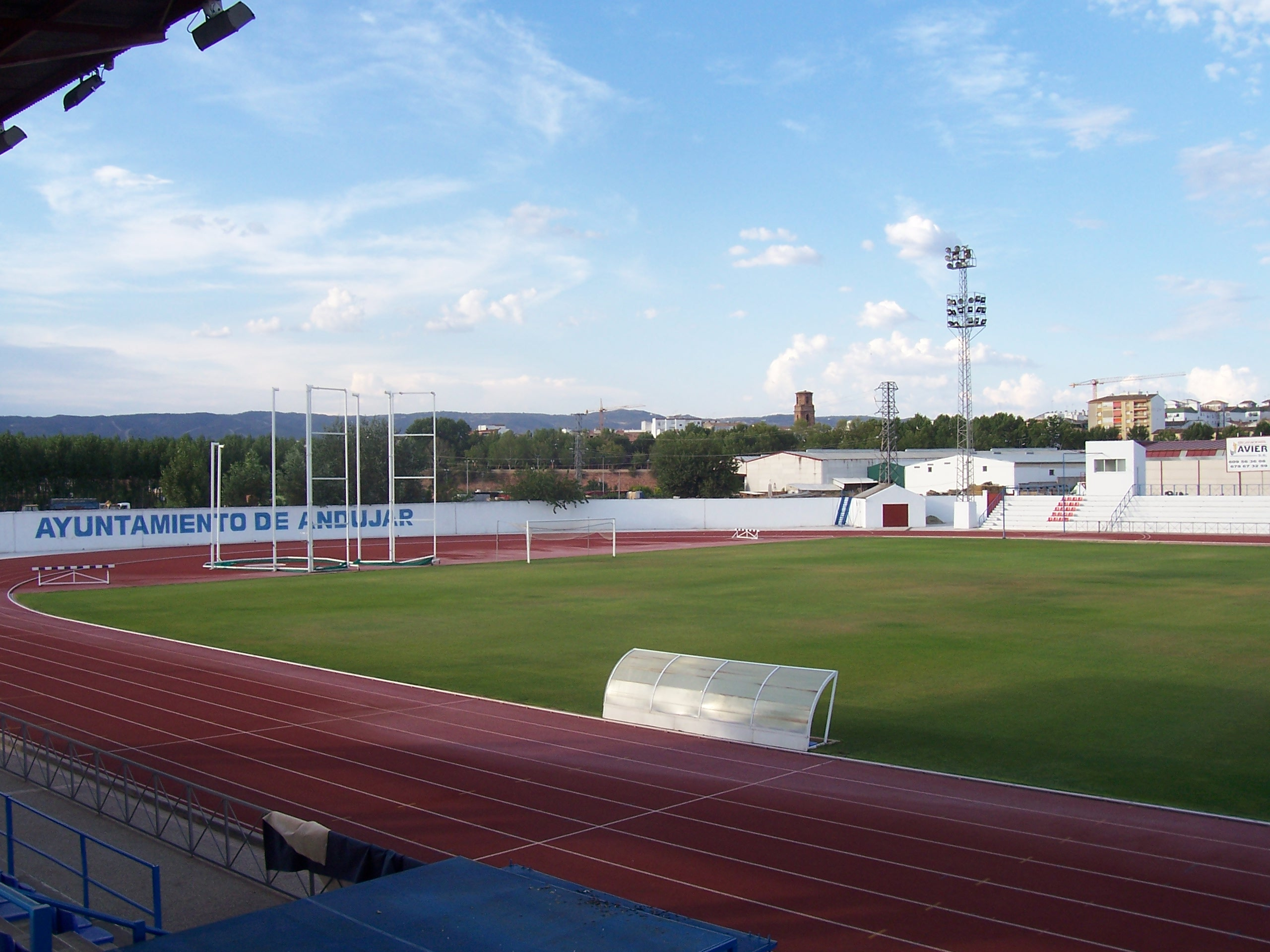
Муніципальний стадіон